# Frank País repülőtér
A Frank País repülőtér (spanyol nyelven: Aeropuerto Frank País) (IATA: HOG, ICAO: MUHG) egy nemzetközi repülőtér Kubában Holguín közelében.  Üzemeltetője az Empresa Cubana de Aeropuertos y Servicios Aeroportuarios.

## Futópályák
A repülőtér futópályái:
- 05/23 (3880 m, aszfalt)

## Forgalom
Az utasforgalom az elmúlt években az alábbi módon változott:

## Légitársaságok és úticélok
2023-ban a Frank País repülőtérről az alábbi járatok indulnak:

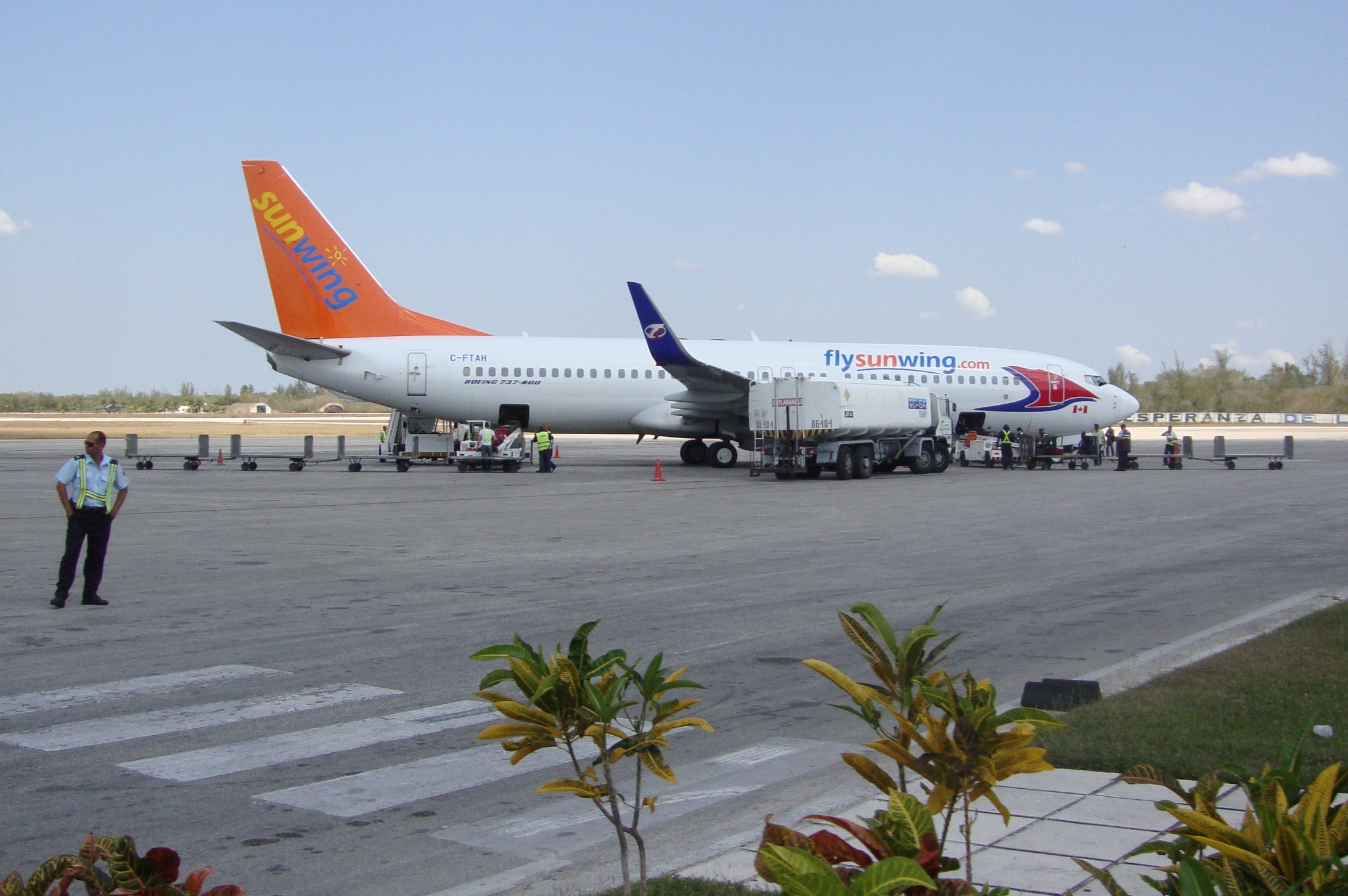

| Légitársaság      | Célállomások                                                                              |
| ----------------- | ----------------------------------------------------------------------------------------- |
| Aerogaviota       | Havana, Montego Bay                                                                       |
| Air Canada Rouge  | Szezonális: Montréal–Trudeau, Toronto–Pearson                                             |
| Air Transat       | Montréal–Trudeau, Toronto–Pearson Szezonális: Halifax, Québec City                        |
| American Airlines | Miami                                                                                     |
| Aruba Airlines    | Managua                                                                                   |
| Condor            | Szezonális: Frankfurt                                                                     |
| Neos              | Milan–Malpensa                                                                            |
| OWG               | Montréal–Trudeau, Toronto–Pearson                                                         |
| Sunrise Airways   | Port-au-Prince                                                                            |
| Sunwing Airlines  | Montréal–Trudeau, Toronto–Pearson Szezonális: Halifax, Hamilton (ON), Ottawa, Quebec City |
| VivaAerobús       | Cancún                                                                                    |